# Alan Newton (Radsportler)
Alan Newton (* 19. März 1931 in Stockport; † 2023) war ein britischer Radrennfahrer.

## Sportliche Laufbahn
Newton war Teilnehmer der Olympischen Sommerspiele 1952 in Helsinki. In der Mannschaftsverfolgung gewann er gemeinsam mit Ronald Stretton, Don Burgess und George Newberry die Bronzemedaille. Newton selbst erinnerte sich daran, dass das britische Team seine gesamte Verpflegung und Ausrüstung selbst zu den Spielen mitnahm. Da ihr Trainer nicht mit nach Helsinki reisen durfte, übernahmen die älteren Fahrer des Teams das Coaching. Der Vierer wurde in jener Saison auch Vierter der UCI-Bahn-Weltmeisterschaften in der Mannschaftsverfolgung. In der Einerverfolgung wurde er Vierter der Weltmeisterschaft. 
1946 hatte Newton mit dem Radsport begonnen. 1953 wurde er Zweiter im Muratti-Gold-Cup, einem der damals bedeutendsten internationalen Wettbewerbe im Bahnradsport in Großbritannien.

## Berufliches
Newton absolvierte eine Ausbildung zum Elektriker.
Er starb 2023 im Alter von 92 Jahren.